# EXACTO
EXACTO – opracowany przez DARPA system snajperski ze zdalnie kierowanymi pociskami. Nazwa jest akronimem od opisu Extreme Accuracy Tasked Ordnance. Pocisk wystrzeliwany z karabinu kalibru .50 (12,7 mm)jest zdalnie strowany przez strzelca, który operuje poprzez utrzymywanie celu w celowniku. Odróżnia to system od podobnego systemu skonstruowanego przez  Sandia National Labs, gdzie pocisk naprowadza się na cel oświetlony laserem.
Zastosowanie systemu pozwala na kompensowanie wpływu warunków pogodowych oraz ruchu celu. Ułatwia trafienie przy krótszym, mniej wymagającym szkoleniu oraz zwiększa odległość skutecznego prowadzenia ognia snajperskiego.  
Nie są znane szczegóły systemu naprowadzania ani budowa pocisku, zauważono jednak, że nie ma on powierzchni sterowych.